# フラットフィールド
株式会社フラットフィールド（英文社名: Flat Field Co., Ltd.）は、神奈川県厚木市に本社を置く日本の輸送機器メーカー。トラック・バスなどの大型商用車を中心に、市販車の低公害車への改造を行う。天然ガス自動車（CNG車）、水素自動車、電気自動車、ハイブリッド自動車、燃料電池自動車、ガスタービン自動車など、幅広く低公害車の研究開発・製造を行っている。
1995年11月に会社設立。大阪で自動車販売業を営んでいた平野智一が、低公害車の研究開発と市販車のCNG改造を目的として設立した。当初は東京都渋谷区に本社を置き、東京都東村山市に開発センターを設置していたが、神奈川県厚木市岡田に本社と開発センターを移転している。
特にバス車両のCNG改造では株式会社協同（本社：埼玉県行田市）と市場を二分し、そのためコミュニティバスにおける小型CNGバスは、東京都と埼玉県において早くから普及した。
社名「フラットフィールド」の由来は、創業者の平野智一の姓「平野」を英語風にしたものである。
なお以下の文で、同社が車両を納入したバス事業者の社名や営業所名が、会社再編などにより変更されている場合もあるが、車両納入当時の名称のままとする。

## 概要
| フラットフィールドによるCNG改造車（エアロミディME） |  | 株式会社協同によるCNG改造車（エアロミディME） |
| フラットフィールドによるCNG改造車（エアロミディME） |  | 株式会社協同によるCNG改造車（エアロミディME） |

フラットフィールド製の改造車の販売は、住友商事が担当する。また、フラットフィールド製のCNGバスのボディ改造は、2000年よりヤナセ製造事業部が行っている。

屋根上のガスボンベ収納部分のFRP製カバーは、2001年5月の小田急バスのエアロミディMJを除き、それ以降はヤナセのデザインによるもので、直線的なデザインが特徴となっている。株式会社協同の改造車は、ボンベ収納部分が丸みを帯びた曲線的なデザインとなっているため、この部分でCNG車の改造メーカーが判別できる。
1998年にバス車両のCNG改造を開始し、三菱ふそう・エアロミディMKを2台CNG改造して、株式会社協同の親会社である協同観光バス（現：協同バス）へ販売した。CNG車の導入にあたり、協同観光バスでは熊谷営業所にCNG充填施設（エコ・ステーション）を建設している。フラットフィールドから購入した2台のMKが協同観光バスの最初のCNG車であったが、協同観光バスではこれを企業送迎バスとして使用していた。
協同観光バスでは、フラットフィールドの改造車や国産メーカー純正車（日産ディーゼルRM・UA）、輸入車のクセニッツCITYなどのCNGバスを導入してきたが、株式会社協同がもともと自動車整備業者であったことから、2002年からは自社でCNG改造車の製造事業に乗り出すことになったのである。
このようにフラットフィールドは、CNG自動車やCNGバスの改造を手掛ける専業メーカーとして、日本国内で先駆的な存在であった。
しかしその後、年々強まる排出ガス規制によりディーゼル自動車の低公害性能が向上したこと、天然ガス価格の高騰により軽油の方が割安になったこともあり、CNGバスは普及しなかった。
CNG自動車改造専業メーカーとして出発したフラットフィールドであったが、日本政府のエコカー政策の転換により、低公害車の研究開発の中心が電気自動車やハイブリッド車、燃料電池自動車などへ移ったため、2020年代以降はそうした分野に力を入れている。同社が製造した低公害車の導入実績は日本全国で1,000台以上に及ぶ。

## 沿革
| 東村山市グリーンバス（西武バス） |  | 東村山市グリーンバス（西武バス） |
| 東村山市グリーンバス（西武バス） |  |                                  |

| 東村山市グリーンバス（銀河鉄道） |  | 東村山市グリーンバス（銀河鉄道） |
| 東村山市グリーンバス（銀河鉄道） |  |                                  |

| 室内CNG車と屋根上CNG車府中市ちゅうバス（京王バス中央）  |  | 室内CNG車と屋根上CNG車府中市ちゅうバス（京王バス中央） |
| 室内CNG車と屋根上CNG車 府中市ちゅうバス（京王バス中央） |  |                                                        |

- 1995年11月 - 会社設立[1]。
- 1997年10月 - 小型塵芥車のCNG改造車を市販1号車として発売[2]。
- 1998年 - バス車両のCNG改造を開始[2]。三菱ふそう・エアロミディMKツーステップ（貸切車）2台をCNG改造して協同観光バスへ販売[2]。ガスボンベは床下に搭載[2]。
- 1999年
  - 三菱ふそう・ローザのCNG改造を開始[2]。ガスボンベは床下に搭載[2]。
  - 1999年度（平成11年度）[6]の名古屋市「エコチャイルドバス導入支援事業」により[2][6]、幼稚園・保育園の園児送迎バス用の低公害車を受注、ローザのCNG改造車を同市へ納入する[2][6]。なお、名古屋市はこの事業で翌2000年度（平成12年度）、一般財団法人新エネルギー財団から「第5回新エネ大賞」を受賞した[6]。
- 2000年
  - フラットフィールド製のCNGバスボディ改造をヤナセが担当する[2]（2001年の小田急バスを除く）[2]。
  - 4月 - 東京都東村山市に開発センターを設置[2]、専任技術者5人を置く[2]。
  - 10月 - 日野・リエッセのCNG改造を開始[2]。初の路線バス車両として、11月25日開業の杉並区コミュニティバス「すぎ丸」専用車両として京王バス東に納入[2]（D20058）[7]。ガスボンベを車内後部に置く室内CNG車であった[7]。
- 2001年
  - 5月 - 初のノンステップバスCNG改造として、小田急バスのエアロミディMJを手掛ける[2]。メーカー純正のCNG車と同様、屋根上にボンベを置く方式を採用した[2]。世田谷区コミュニティバス南北路線（成06系統）開業に伴い2台納入[2]（D553～554号車）[8]。
- 2002年
  - 3月23日開業の西東京市「はなバス」専用車両として、リエッセを西武バスに1台（A2-796）納入。室内CNG車。
  - リエッセでも屋根上CNG車の改造を開始[2]。
- 2003年 - エアロミディMEのCNG改造を開始[2]。
  - 1月21日開業の東村山市「グリーンバス」専用車両として、リエッセを西武バス（A2-873～874）[9]と銀河鉄道（G-101）に納入。
  - 2月1日開業の東大和市「ちょこバス」専用車両として、エアロミディMEを西武バスに3台（A3-880～882）納入[9]。
  - 3月1日開業の小金井市「CoCoバス」1号線の専用車両として、リエッセを京王バス中央に3台（B20301～20303）納入[7]。
  - 4月1日の調布市ミニバス東路線開業に伴い、専用車両としてエアロミディMEを小田急バスに1台（D559）納入[10]。この車両は調布市ミニバスで初の『ゲゲゲの鬼太郎』ラッピングが施された。
  - 4月1日開業の「さいたま市コミュニティバス」専用車両としてリエッセを9台納入[2]。内訳は、国際興業バスさいたま東営業所に4台（781～784）、国際興業バス西浦和営業所に3台（785～787）[11]、西武バス大宮営業所に2台（A3-895～896）[9]。
  - 12月1日開業の府中市「ちゅうバス」専用車両として[10]、リエッセを京王バス中央に13台納入。うち5台が室内CNG（B20324～20328）、8台が屋根上CNG（B20329～20336）。
- 2005年
  - 3月20日の小金井市「CoCoバス」2・3号線の運行開始に伴い、リエッセを京王バス中央に4台（B20501～20504）納入[7]。
  - 8月の「さいたま市コミュニティバス」の北区（旧：大宮市域）への拡充に伴い、リエッセを東武バスウエストに3台（9815～9817）納入[12]。
- 2006年
  - 10月9日の調布市ミニバス北路線の暫定開業に伴い、リエッセを京王バス東に1台（L20623）納入[13]。同時に既存のディーゼル車1台（L20408）を後付けでCNG改造する。
- 2007年
  - 1月11日のさいたま市コミュニティバスの岩槻区への拡充に伴い、リエッセを東武バスウエストに3台（9863～9865）納入[12]。
  - 3月21日の国分寺市「ぶんバス」本多ルート開業に伴い、京王バス中央に2台 （B20701～20702）納入[13]。
- 2009年4月3日 - 東京都市大学と日野自動車の共同開発によるリエッセ水素燃料バスの製造を担当。日本初の公道走行可能な水素燃料バスとなる。
- 2012年4月9日 - 山梨交通で、フラットフィールドが改造を手掛けた水素燃料バスの実証運行が開始[14]。路線バスとしては日本初の水素燃料バスの営業運行となる[14][15]。車両はリエッセ1台[14]（C805号車）で、京浜急行バスからの移籍車（KK-RX4JFEA[14]）を改造したもの。実証運行は2年間行われた[15]。

## 主な改造車種

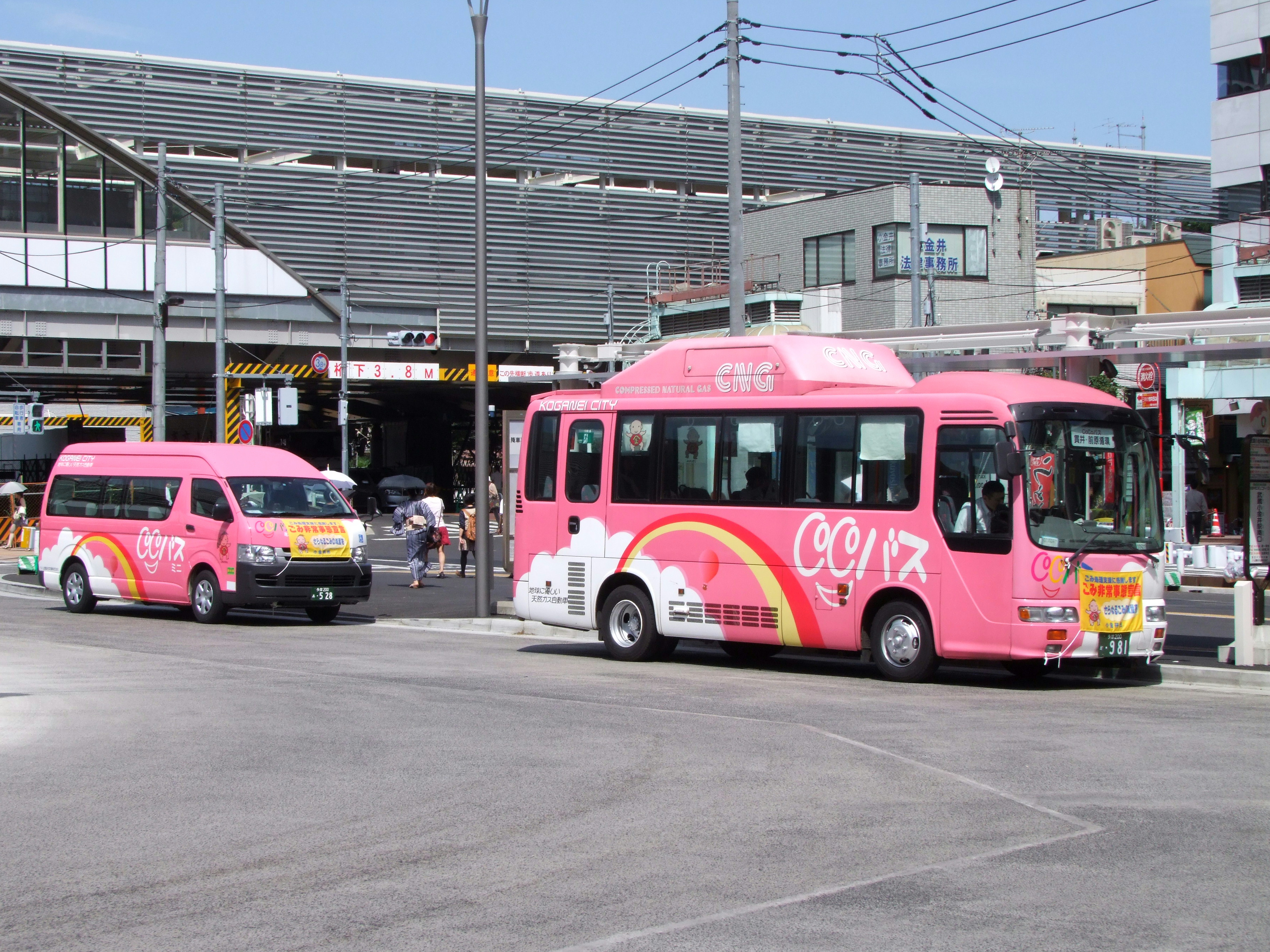
小金井市「CoCoバス」のリエッセと「CoCoバスミニ」のハイエース。ともにCNG改造車

CNGバスの改造は、日野自動車と三菱ふそうトラック・バスの小型バス・マイクロバスが中心となっている。
CNGバスのガスボンベは3本使用し、室内や床下に搭載する場合は堅牢な鋼製ボンベ、屋根上に搭載する場合は軽量なアルミライナー複合容器のボンベを使用する。
ツーステップバスのリエッセは、屋根上に軽量ボンベを2本載せ、床下の燃料タンク部分に鋼製ボンベ1本を設置する。リエッセでは、2003年1月納入の東村山市グリーンバスではCNGタンクを屋根上の前部に置いていたが、以降の車両では前軸の耐荷重の関係で仕様を変更し、屋根上ガスタンクの位置を後方にずらしている。
ノンステップバス（エアロミディME・MJ、レインボーHR）は、床下に設置スペースを取れないため屋根上に3本積載する。エアロミディMEでは車幅の狭い屋根上に3本ボンベを積むため、重心が高くなり転倒角度に注意を要する。
以下、改造車種の出典は、フラットフィールド公式サイト「天然ガス自動車」による。
- 日野自動車
  - リエッセ（CNG車・電気バス・水素自動車[14]）
  - リエッセII（CNG車）
  - レインボーHR（CNG車[10]）
  - ブルーリボンHT/HU（CNG車[10][注釈 1]）
  - ブルーリボンII（CNG車）
  - メルファ（CNG車[2]・電気自動車[17]）
  - ポンチョ（CNG車・電気自動車[17]）
  - レンジャー（CNG車・水素自動車[14]）
- 三菱ふそうトラック・バス
  - ローザ（CNG車）
  - エアロミディシリーズ
    - エアロミディMK（CNG車）貸切車[2]
    - エアロミディMJ（CNG車）
    - エアロミディME（CNG車）

  - ファイター（CNG車）
  - キャンター（CNG車）
- 三菱自動車工業
  - ミニキャブ（CNG車）
  - パジェロ（CNG車）
  - シャリオ（CNG車）
  - リベロ（CNG車）
- いすゞ自動車
  - エルガ（電気自動車[17][18]）
  - エルフ（CNG車）
  - ギガ（CNG車）
- トヨタ自動車
  - コースター（CNG車）
  - ハイエース（CNG車）
  - タウンエース（CNG車）
  - ハイラックス（CNG車）
  - ランドクルーザープラド（CNG車）
  - クラウン（CNG車）
  - カローラ（CNG車）
  - カルディナ（CNG車）
  - プラッツ（CNG車）
- 日産自動車
  - シビリアン（CNG車）
  - キャラバン（CNG車）
  - ステージア（CNG車）
  - ウイングロード（CNG車）
- マツダ
  - ボンゴ（CNG車）
  - デミオ（CNG車）
  - ロードスター（CNG車）
- スズキ
  - エブリイ（CNG車）

## 主な納入実績

### CNGバス

#### 日野自動車

##### 日野・リエッセ
車両の詳細については各路線の記事を参照。
- 杉並区すぎ丸[2] - 京王バス東・永福町営業所[19]
- 東村山市グリーンバス[2] - 西武バス小平営業所、銀河鉄道
- 小金井市CoCoバス[2] - 京王バス中央・府中営業所[19]
全車がフラットフィールド改造によるCNG車として導入。
- 府中市ちゅうバス[10] - 京王バス中央・府中営業所[19]
ちゅうバスでは、室内CNG車、屋根上CNG車の双方が採用された。
- 調布市ミニバス - 京王バス東・調布営業所[19]
- さいたま市コミュニティバス[2] - 西武バス、東武バスウエスト、国際興業バス
- 国分寺市ぶんバス - 京王バス中央・府中営業所[19]
ぶんバスの立川バス上水営業所のリエッセは株式会社協同による改造。
- 江東区しおかぜ - 都営バス深川営業所
都営バスでは唯一のリエッセ。
- 新潟市南区区バス - 新潟交通観光バス潟東営業所

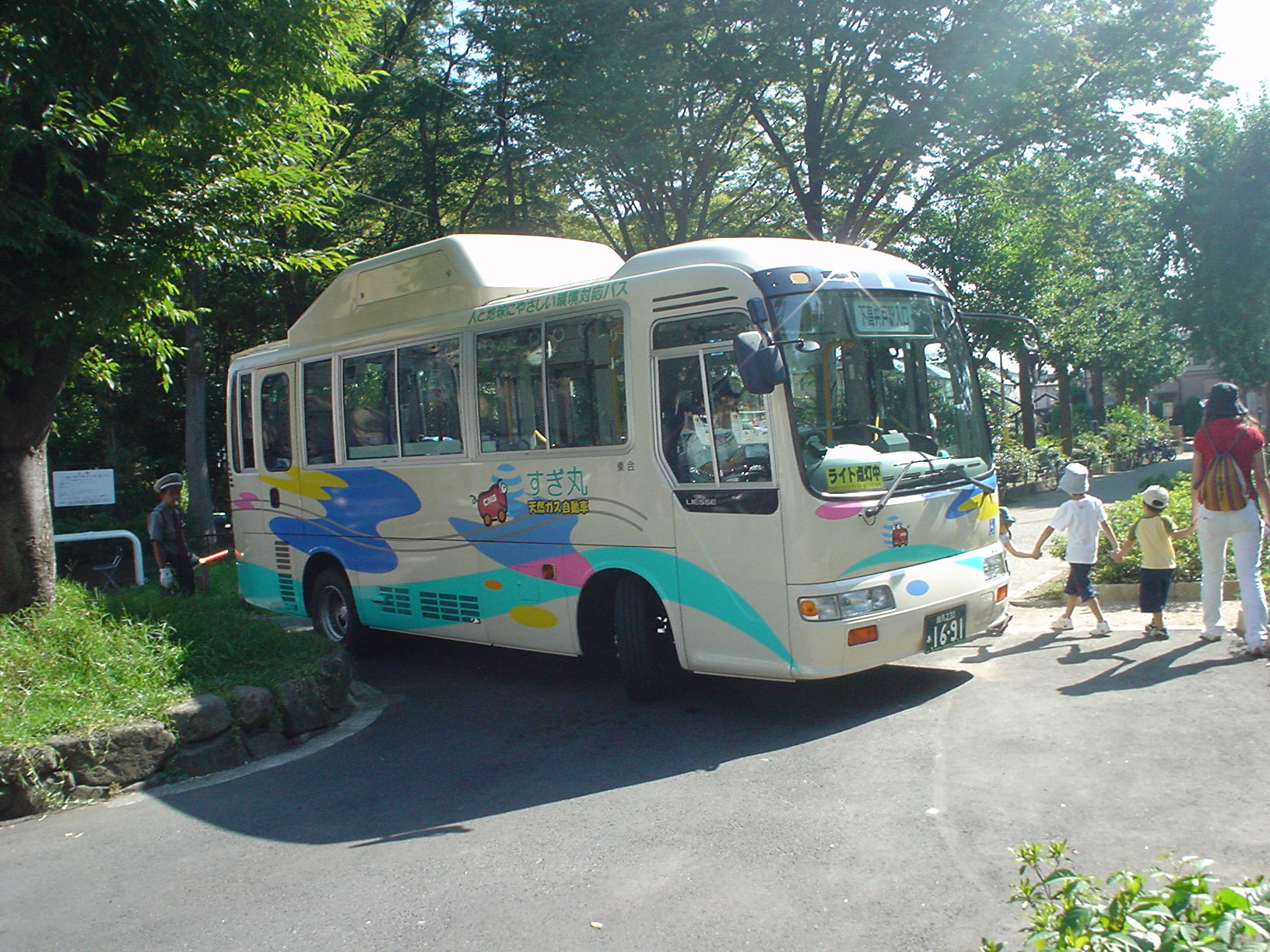
すぎ丸 京王バス東（D20413）
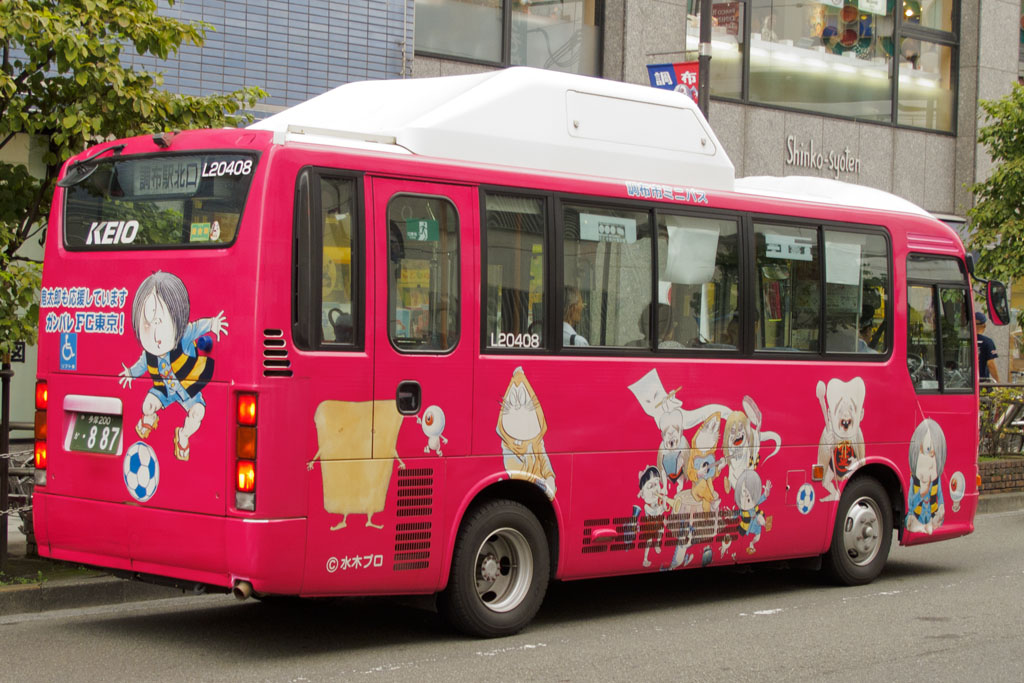
調布市ミニバス 京王バス東（L20408）
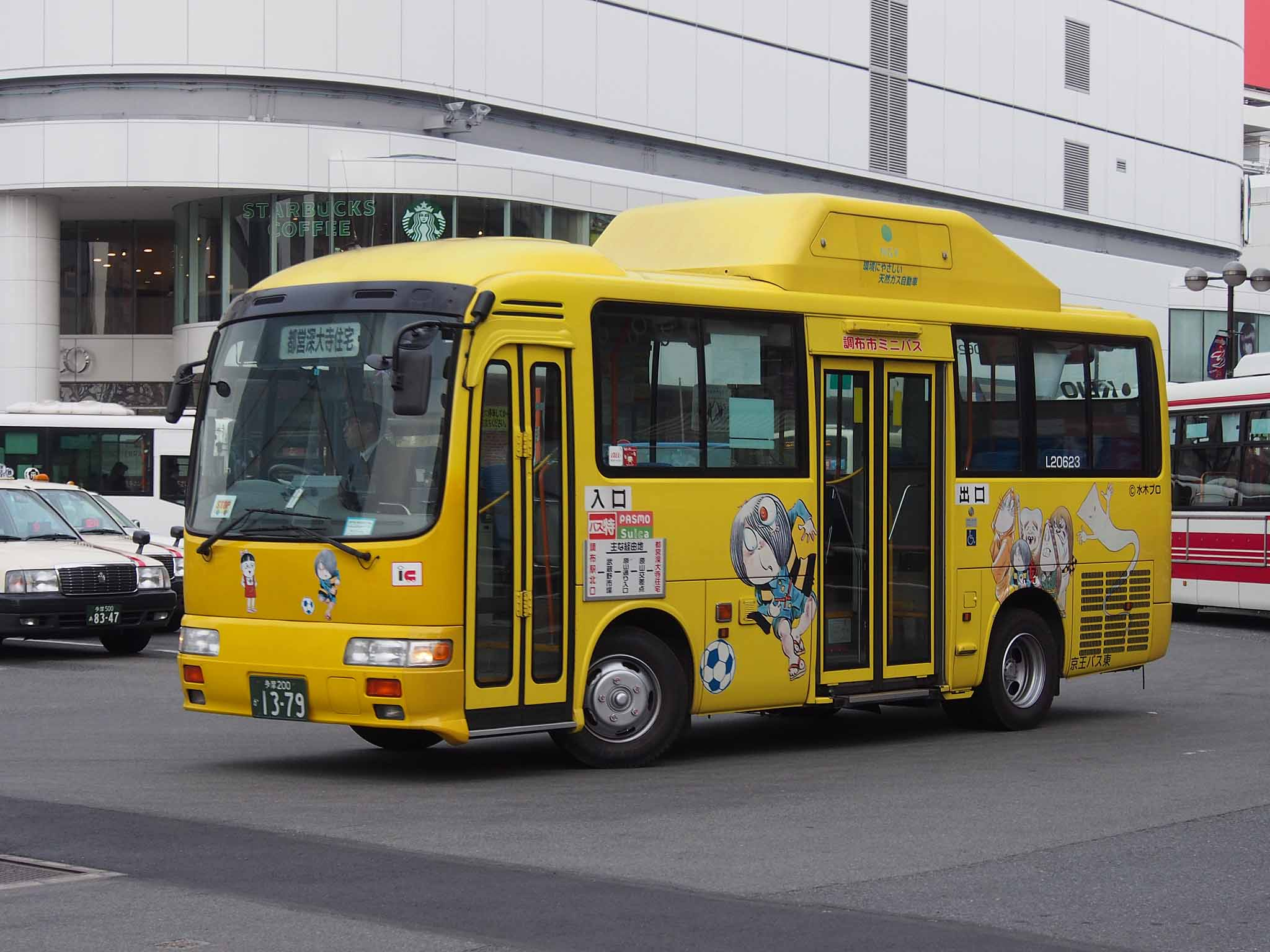
調布市ミニバス 京王バス東（L20623）
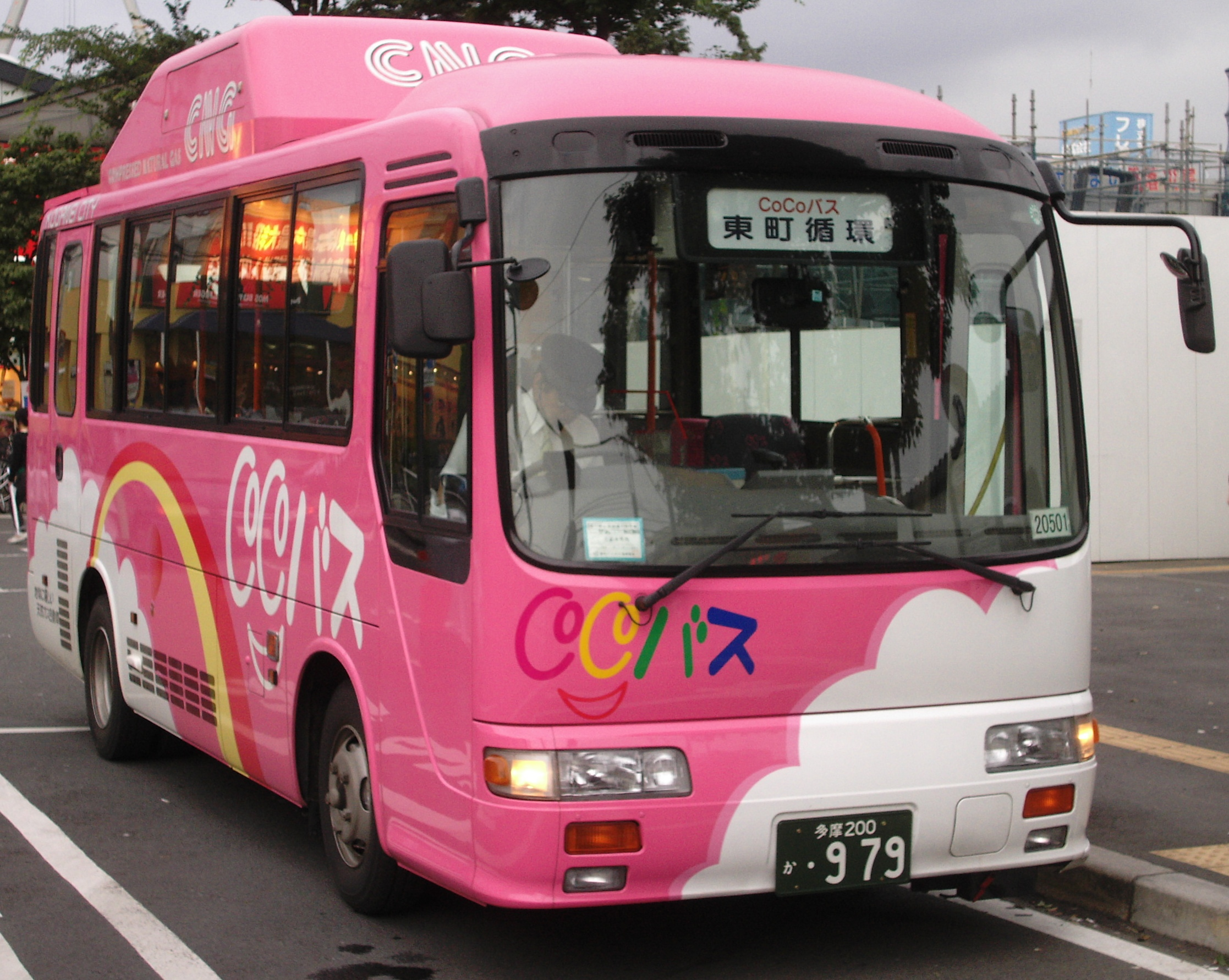
CoCoバス 京王バス中央（B20501）
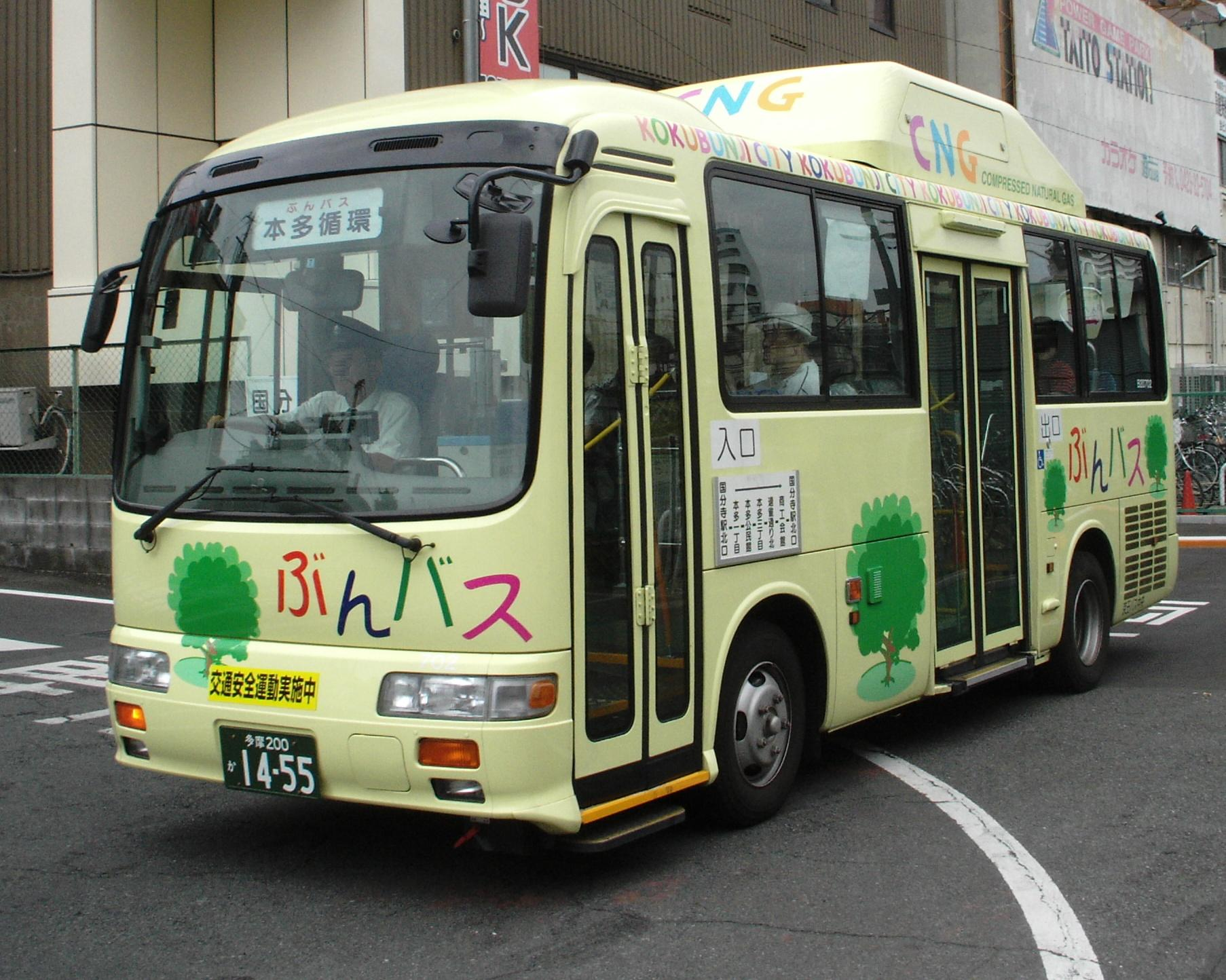
ぶんバス 京王バス中央（B20702）
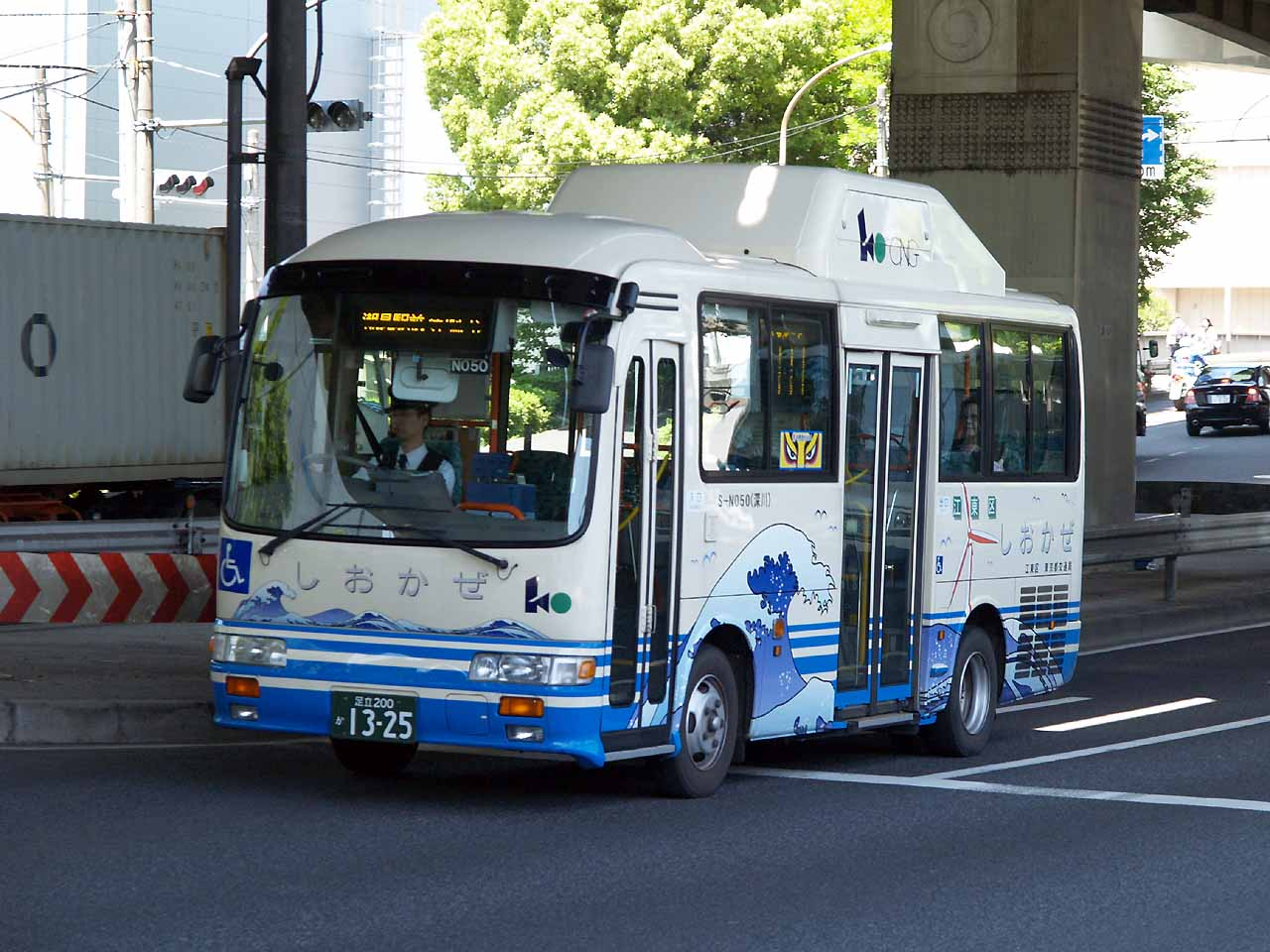
しおかぜ 都営バス（S-N050）
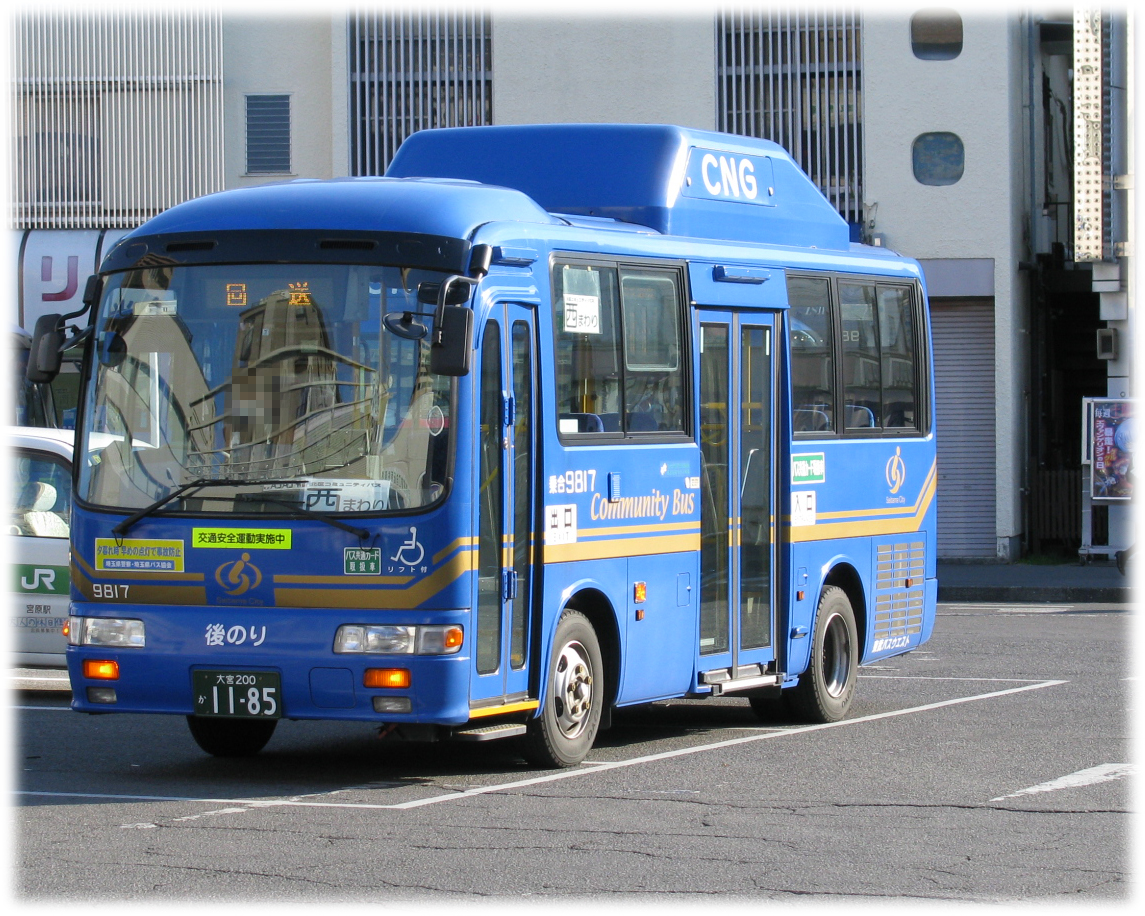
さいたま市コミュニティバス 東武バスウエスト（9817）
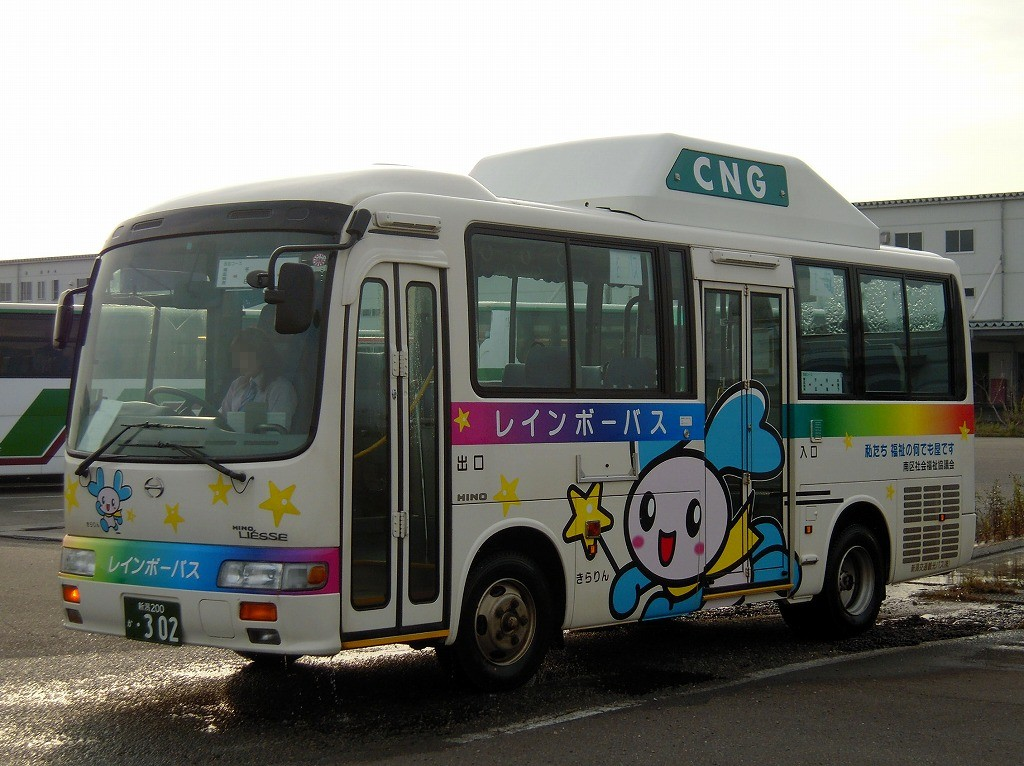
新潟市南区区バス 新潟交通観光バス

##### 日野・レインボーHR
- 朝霞市内循環バス（レインボーHR 7m車） - 国際興業バス・東武バスウエスト・西武バス
- 伊予鉄バス（レインボーHR 10.5m車）[2][10]

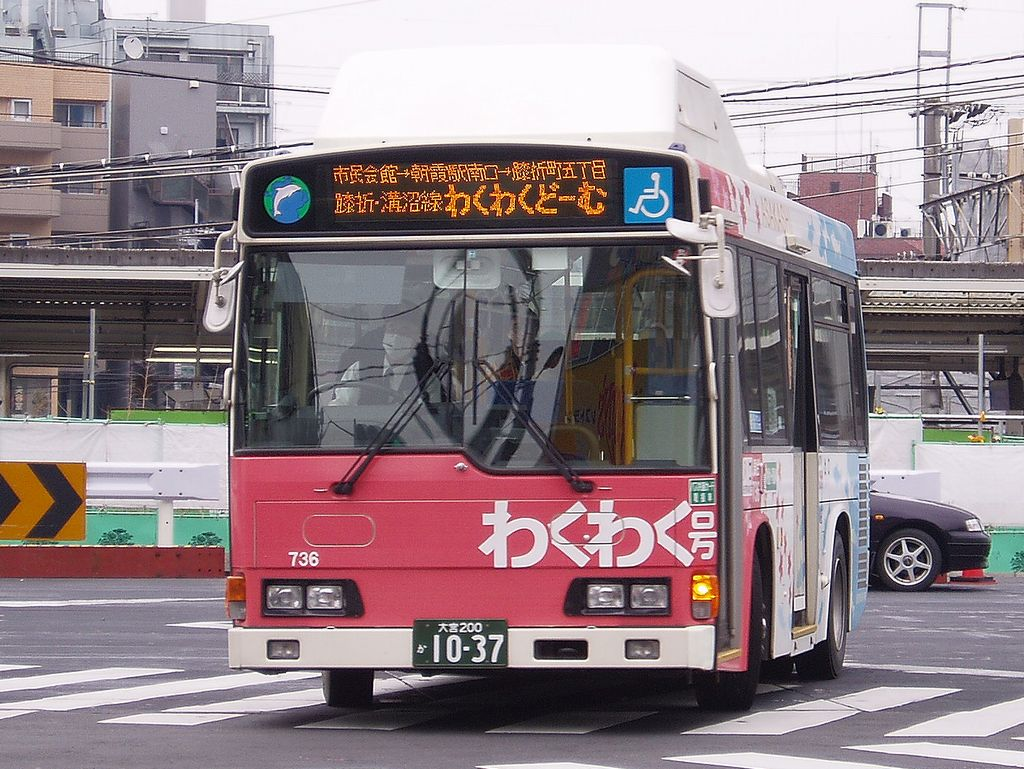
レインボーHR（7m車） 朝霞市内循環バス「わくわく号」 国際興業バス（736）
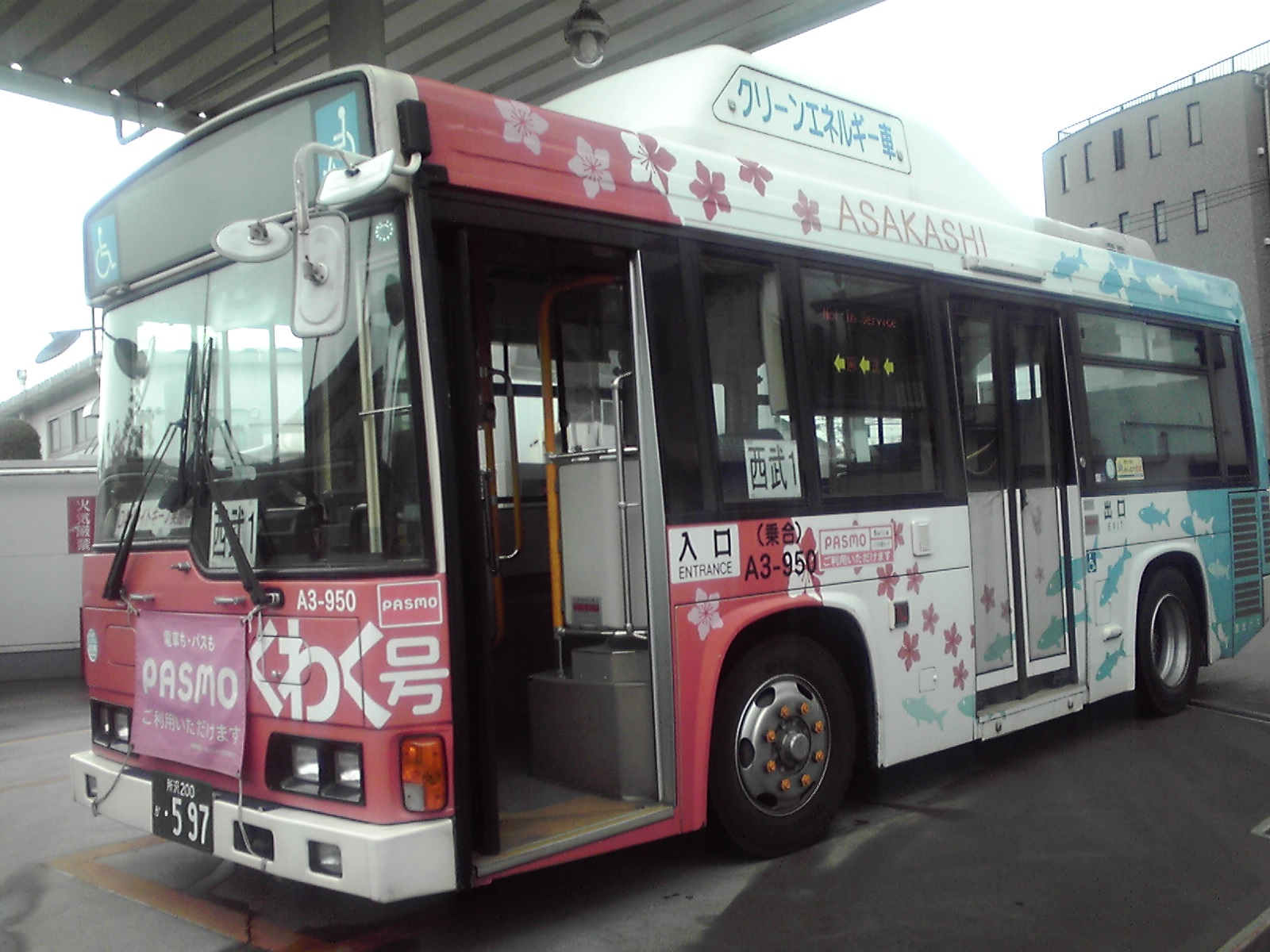
レインボーHR（7m車） 朝霞市内循環バス「わくわく号」 西武バス（A3-950）
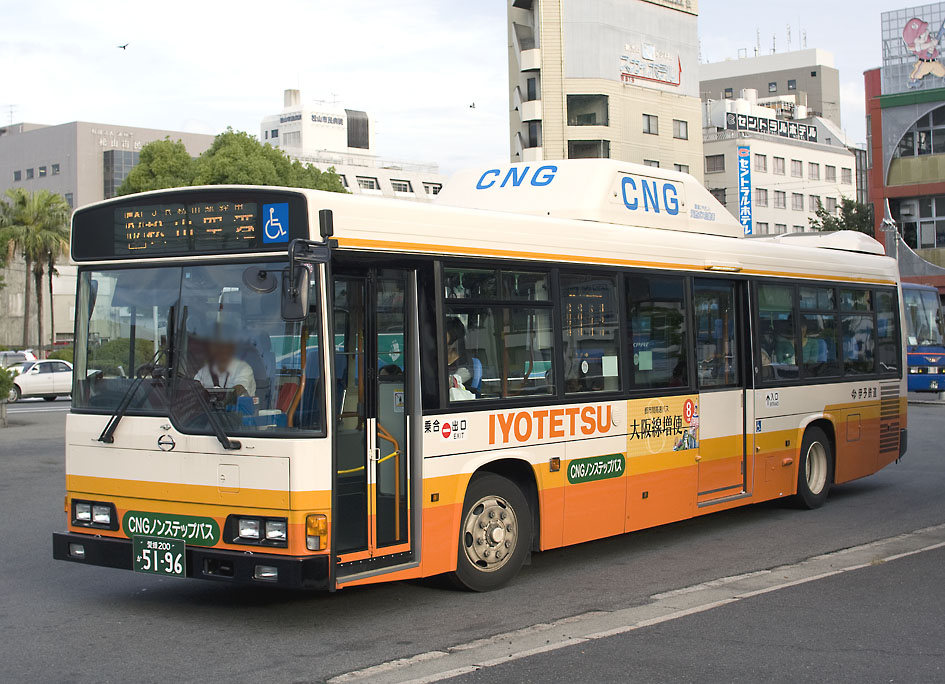
レインボーHR（10.5m車） 伊予鉄バス（5196）

#### 三菱ふそうトラック・バス

##### エアロミディMJ
- 世田谷区コミュニティバス南北路線（ノンステップ）[2] - 小田急バス狛江営業所
- リビングデザインセンターOZONEシャトルバス（ワンステップ、K50351・K50352）[2]  - 京王バス東・永福町営業所

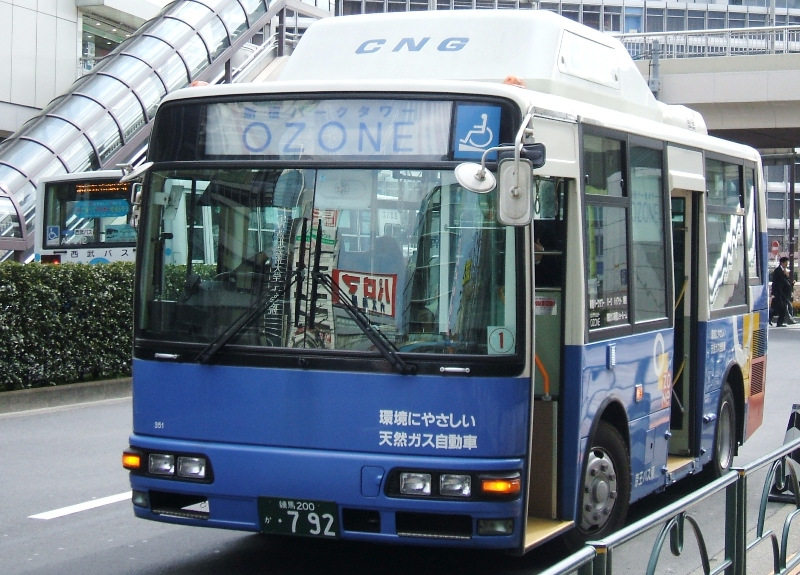
OZONEシャトルバス 京王バス東（K50351）送迎仕様

##### エアロミディME
- 調布市ミニバス（D558・D559）[2] [10] - 小田急バス狛江営業所
- 東大和市ちょこバス[2] - 西武バス小平営業所
- 取手市コミュニティバス - 関東鉄道守谷営業所・大利根交通自動車
- 町田市まちっこ - 神奈川中央交通町田営業所
- 町田市かわせみ号 - 神奈川中央交通東・大和営業所
- 町田市玉川学園コミュニティバス - 小田急バス町田営業所
- 世田谷区喜多見・宇奈根地区コミュニティバス - 東急バス瀬田営業所（S398・S399は東急バスでは唯一のCNG車）[2]

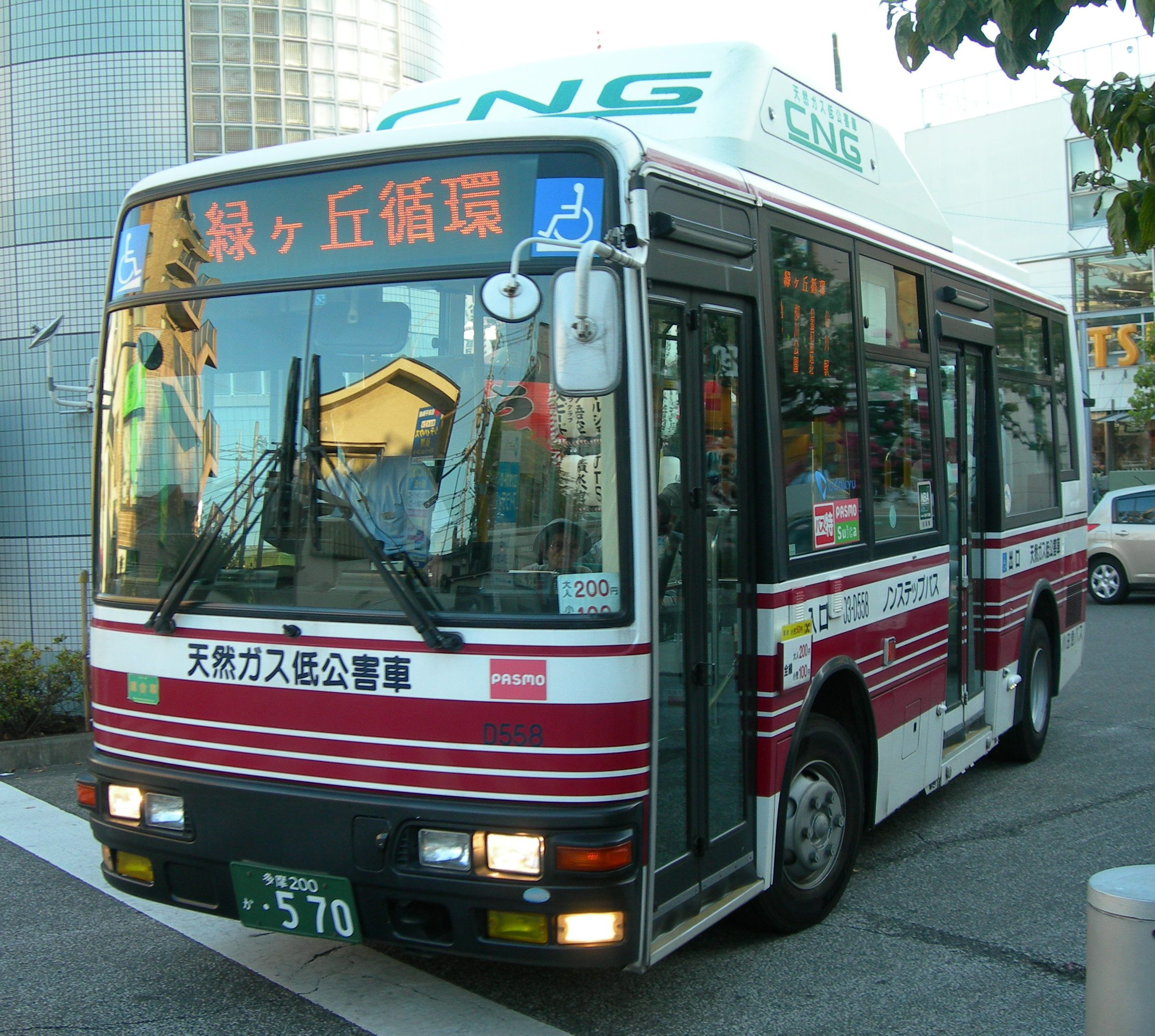
調布市ミニバス予備車 小田急バス（03-D558）
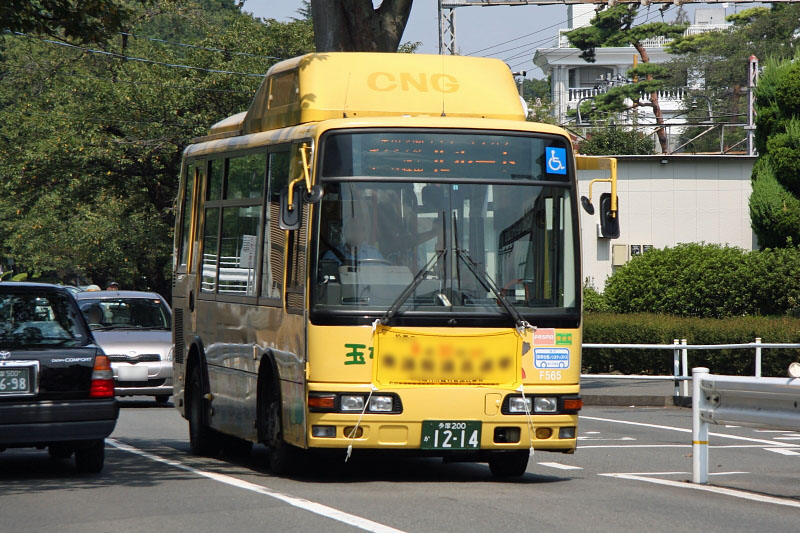
玉川学園コミュニティバス 小田急バス（F565）
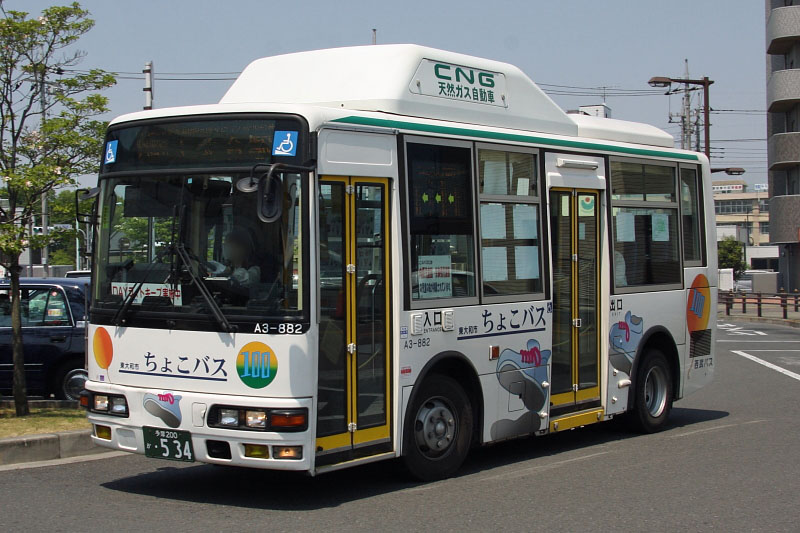
ちょこバス 西武バス（A3-882）
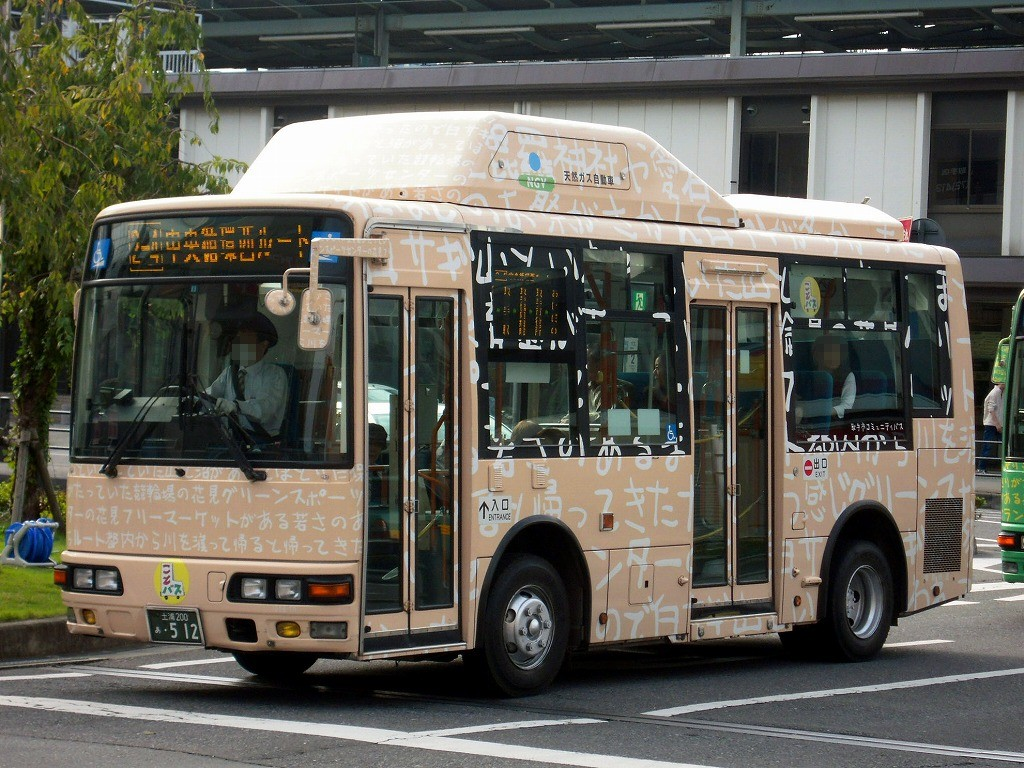
取手市コミュニティバス 関東鉄道（1928TR）
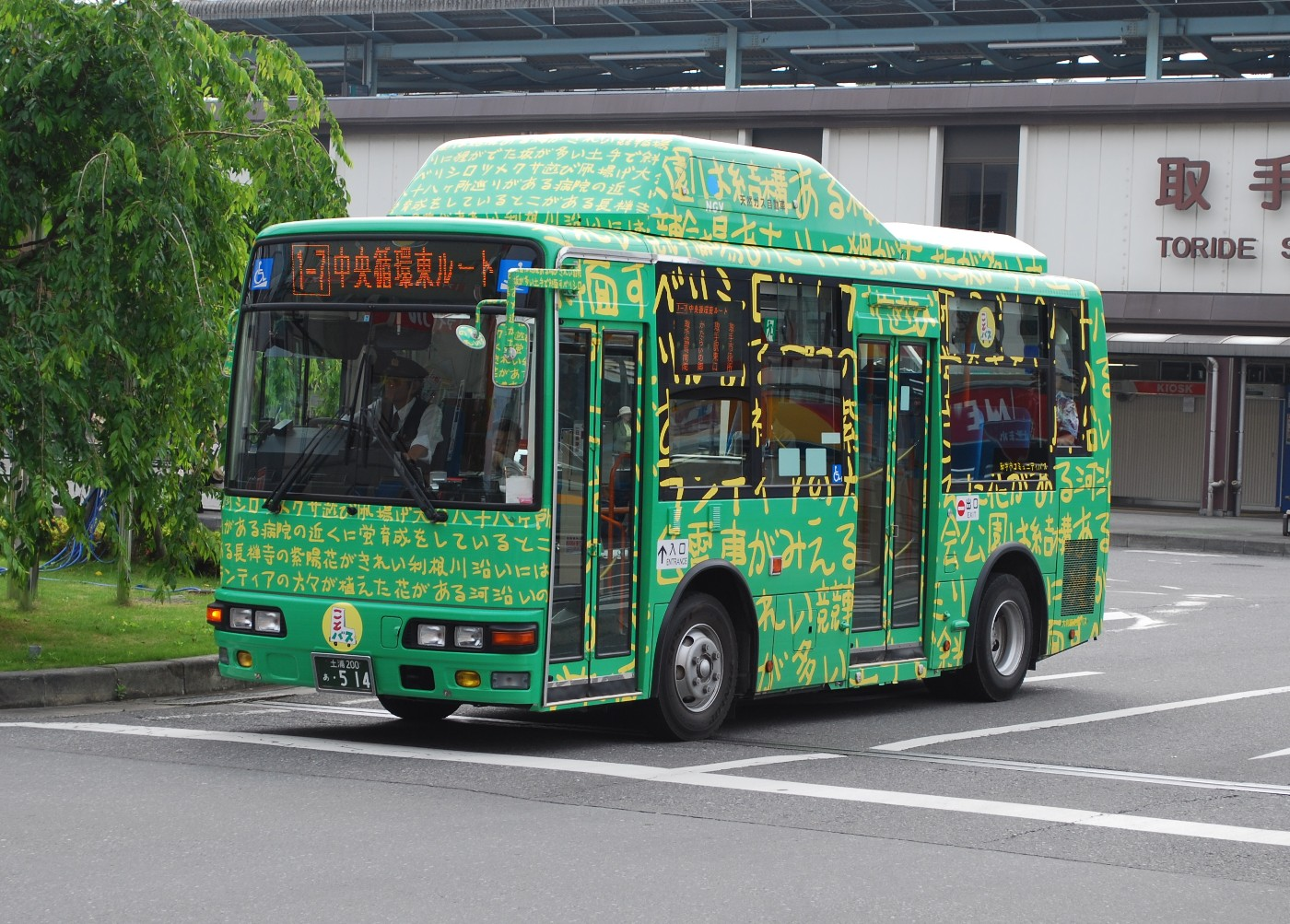
取手市コミュニティバス 大利根交通自動車
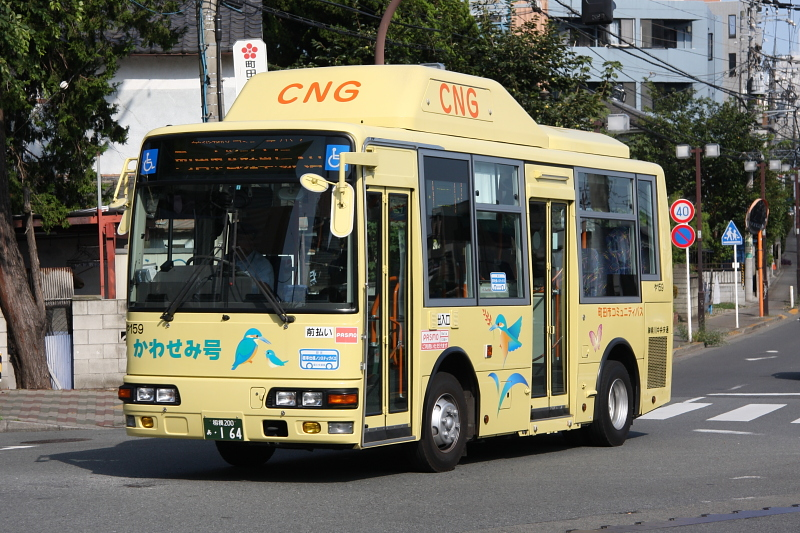
町田市かわせみ号 神奈川中央交通（や159）
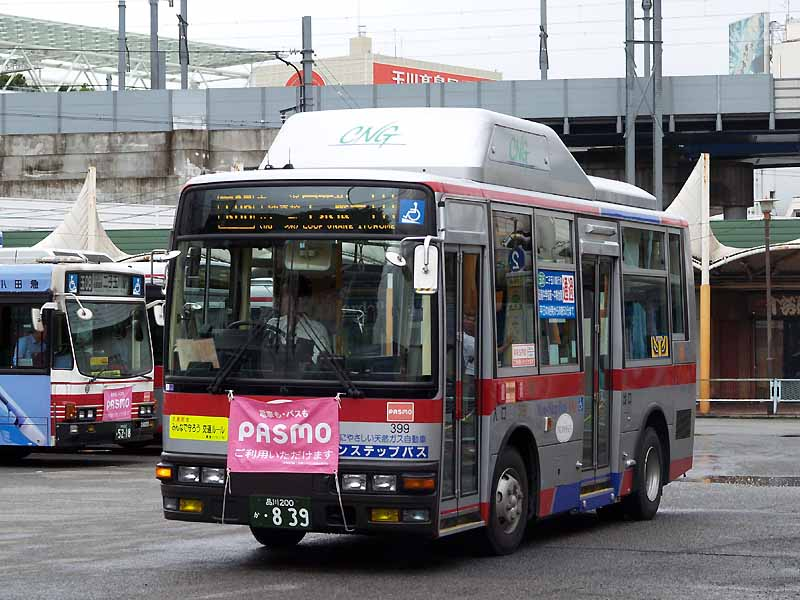
エアロミディME 喜多見・宇奈根地区コミュニティバス 東急バス（S399）

### 水素自動車
- 東京都市大学（日野・リエッセ）- 日野自動車との共同開発[2][14]。2009年2月にナンバープレートを取得し[20]、日本初の公道走行可能な水素バスとなった[14]。
- 東京都市大学（日野・デュトロハイブリッド）- 日野自動車との共同開発。水素ハイブリッドトラック[14]。
- 山梨交通[21]（日野・リエッセ）- 日本初の水素バス路線運行[14][22]。

### ハイブリッドバス
- 丸の内シャトル・メトロリンク日本橋 - 日の丸自動車興業[17]
電気タービンバス。マイクロタービン搭載、シリーズハイブリッド式[17]。ボディはニュージーランドのデザインライン製。
- 加越能バス（日野・ポンチョ）[17][23]
日本初のLPG燃料発電機を搭載した電気バス。マイクロタービン搭載のLPGハイブリッドバス、シリーズハイブリッド式[17]。

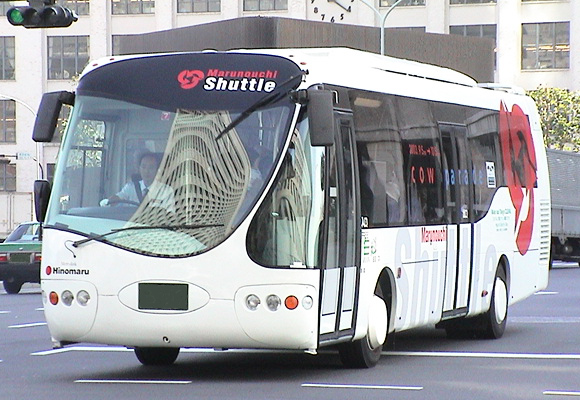
電気タービンバス 丸の内シャトル 日の丸自動車興業
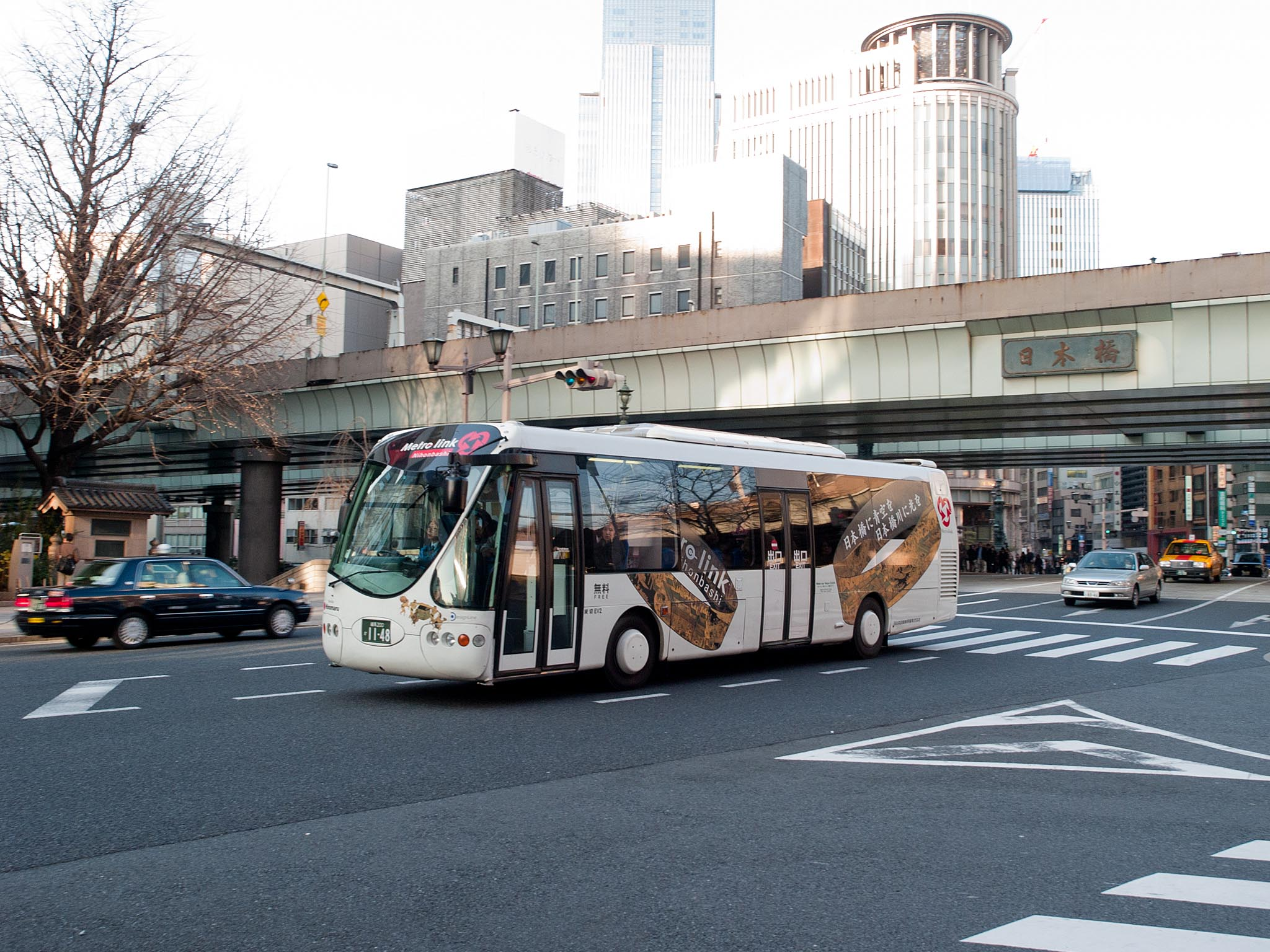
電気タービンバス メトロリンク日本橋 日の丸自動車興業

### 電気バス
- 早稲田大学本庄キャンパス（日野・ポンチョ）[17][24]
- 七戸町電気シャトルバス（日野・リエッセ）- 十和田観光電鉄[17]
- サントリー（日野・メルファ）- サントリー天然水南アルプス白州工場・白州蒸溜所の工場見学用送迎バス[17]
- 長野市ぐるりん号（日野・ポンチョ）- アルピコ交通（川中島バス）[17]
- 岩手県北自動車（日野・レインボーHR）[17]
- 港区ちぃばす（日野・ポンチョ） - フジエクスプレス[17]
- ポケモン電気バス（いすゞ・エルガ） - 三重交通[17][18]
- 関電トンネル電気バス（日野・ブルーリボン） - 関西電力[25]

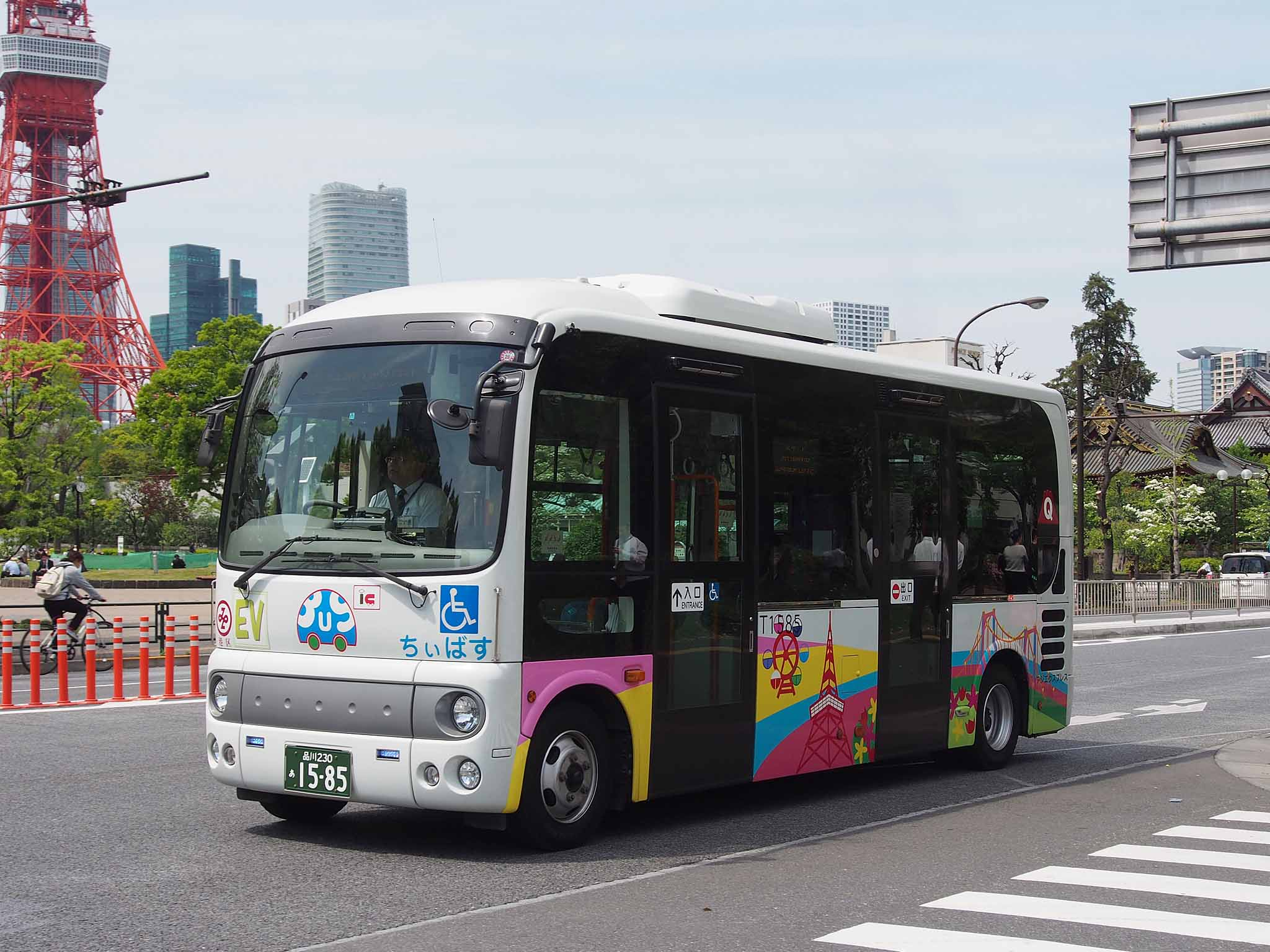
ちぃばす電気バス（フジエクスプレス T1585）
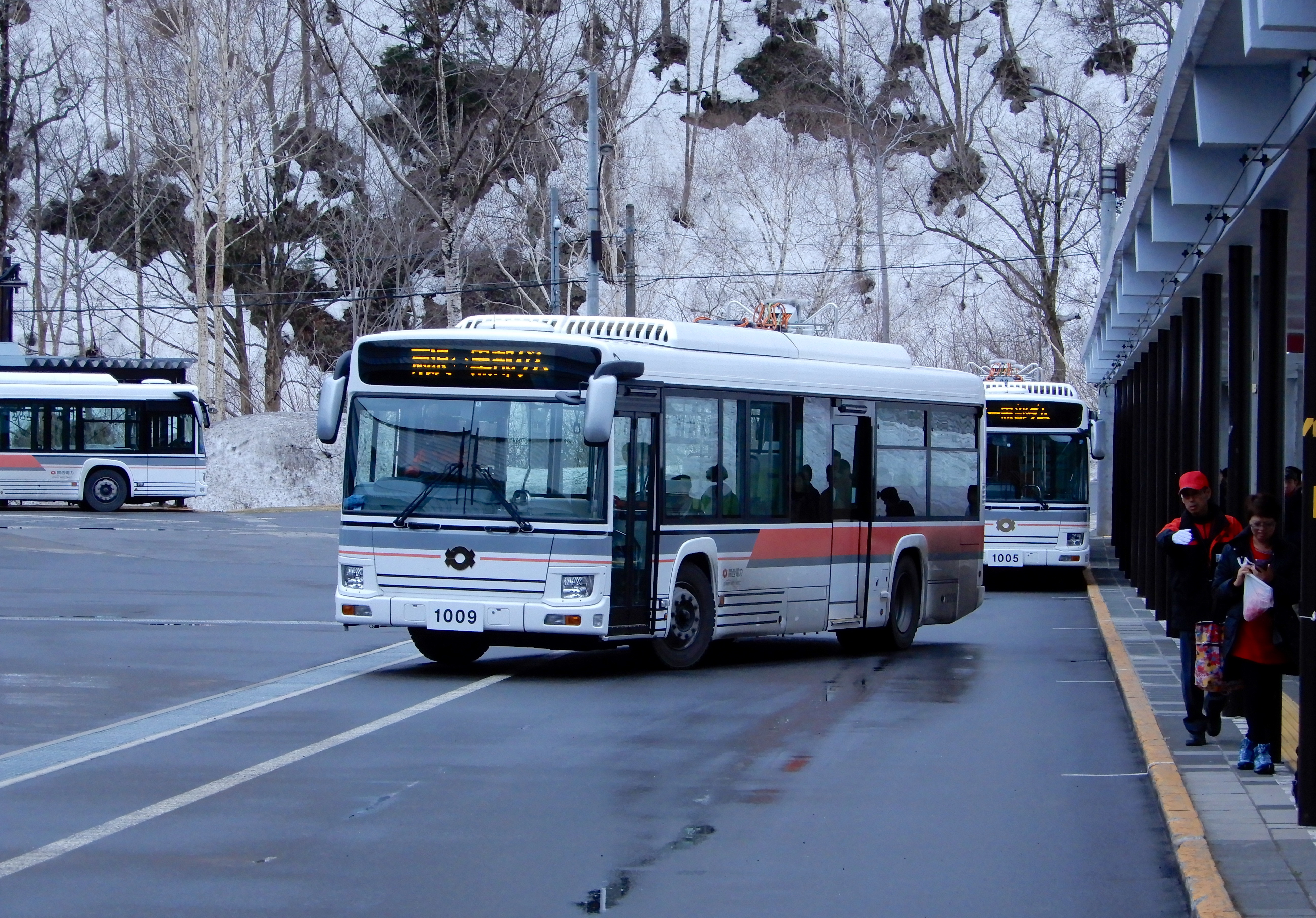
関電トンネル電気バス（関西電力）